# Salim al-Dschaburi

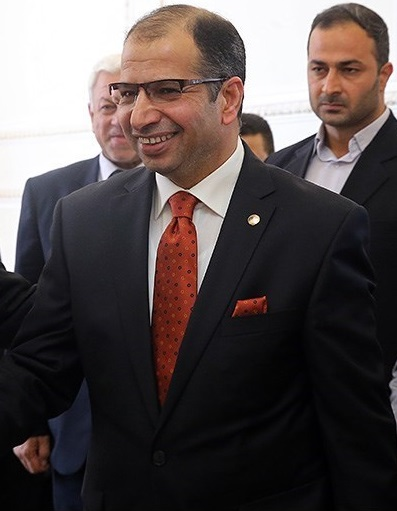
Salim al-Dschaburi

Salim al-Dschaburi (englisch Salim al-Jabouri; * 1971) ist ein irakischer Politiker. Er leitete die Menschenrechtskommission im irakischen Parlament, bevor er 2014 zum Vorsitzenden des Repräsentantenrats gewählt wurde. Diese Position hatte er inne, bis er 2018 von Mohamed Al Halbusi abgelöst wurde. Er gilt als ein moderater Sunnit, war Juraprofessor und Mitglied des Redaktionsausschusses der irakischen Verfassung.